# Berosus undatus
Berosus undatus är en skalbaggsart som först beskrevs av Fabricius 1792.  Berosus undatus ingår i släktet Berosus och familjen palpbaggar. Inga underarter finns listade i Catalogue of Life.